# 新戊腈
新戊腈是具有示性式(CH3)3CCN的腈，缩写为t -BuCN。这种脂族有机化合物在常溫常壓下是一种透明，无色的液体，在配位化学中可作溶剂和極弱的配体。2-異氰基-2-甲基丙烷是其官能基異構物，但不同于其硅結構類似物三甲基甲硅烷基氰，这两种化合物並不會形成化學平衡，